# 臺中市大墩社區大學
臺中市北屯社區大學（原大墩社區大學），為臺灣臺中市北屯區的社區大學，校本部位於臺中市基督教青年會（YMCA）北屯會館。

## 歷史
2001年9月台中YMCA試辦臺中市第1所「臺中社區公民大學」。第1期開課53班、學員3,051人；次年3月第2期班級數升至59班、學員3,064人。2002年6月臺中市政府為提供良好終身學習進修管道，以招標方式評選4家民間團體經營社大，台中YMCA通過市府審核，社區公民大學更名為「大墩社區大學」。大墩社大首期開課69班，學員數2,114人，規模為臺中市之最。後因市府重新招標，大墩社區大學更名「北屯社區大學」，自2017年起，服務範圍聚焦於北屯區，以北屯社區大學之名為民眾帶來全新的服務。

## 辦學理念
臺中市北屯（原大墩）社區大學開辦於2002年6月，至今已辦理超過17年，平均每年修習學員皆超過1萬多人次。臺中市政府自開辦社大以來，由4家開放至6家承辦單位，台中YMCA憑藉良好辦學經驗及成果，至今通過市府多次招標審核、獲選承辦大墩社大。於市府每年定期之社大評鑑中，皆獲評審委員一致肯定，並連續多年獲得教育部肯定為辦學績優單位。台中市府重新招標，將大墩社區大學更名北屯社區大學，自2017年起，服務範圍聚焦北屯區，以北屯社區大學之名為民眾帶來全新的服務。北屯社大自開辦以來得到社區民眾支持，近年來逐步穩健踏實深耕社區，以食農教育、都市農業以及高齡照護服務為主軸，深入社區服務。目前北屯區的課程服務據點主要有4個：松竹國小、大德國中、東山高中以及文昌國小。

## 教學場所
- 臺中市北屯區松竹國民小學
- 臺中市北屯區文昌國民小學
- 臺中市北屯區陳平國民小學
- 臺中市立大德國民中學
- 臺中市立東山高級中學

## 資料來源
1. ↑  .   [2019-01-29]. （原始内容存档于2019-01-30）.

## 外部連結
- 北屯社區大學 （页面存档备份，存于）
- 北屯社區大學課程資訊 （页面存档备份，存于）
- 社團法人臺中市基督教青年會 （页面存档备份，存于）
- 財團法人社區大學全國促進會